# Thomas Stomberg

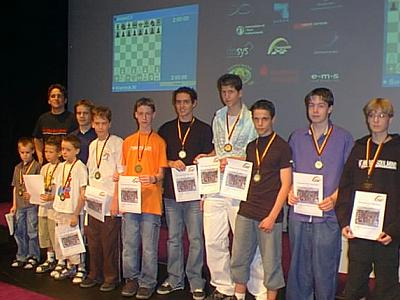
Thomas Stomberg (5. von rechts) 2004

Thomas Stomberg (geb. Trella, * 31. Januar 1987 in Haan) ist ein Internationaler Meister des Schachs und A-Lizenztrainer des Deutschen Schachbundes.

## Werdegang
Im Alter von zehn Jahren trat Thomas Stomberg dem SC Erkrath 1973 bei, der seine schachliche Ausbildung begründete. Nach mehrfacher Teilnahme an den Deutschen Jugendeinzelmeisterschaften wechselte er im Jahr 2004 zu den Schachfreunden Gerresheim 86, wo er mehrere Jahre in der 2. Bundesliga West spielte. Seit dem Jahr 2011 spielt er für den SV Dinslaken 1923, zuerst damals unter anderem zusammen mit seinem langjährigen Trainer Guido Kern. In der niederländischen Meesterklasse spielte Stomberg von 2009 bis 2011 für ESGOO Enschede, seit 2011 spielt er für die SV Voerendaal (seit 2018 SV Zuid-Limburg), mit der er 2012 niederländischer Mannschaftsmeister wurde; in der belgischen ersten Liga spielt er seit 2010 für den KSK 47 Eynatten, mit dem er 2011, 2014 und 2017 belgischer Mannschaftsmeister wurde.
Im Oktober 2013 wurde Thomas Stomberg durch den Weltschachbund FIDE zum Internationalen Meister ernannt. Die erste dafür benötigte Norm holte er 2009 beim zweiten Dortmunder Helmut-Kohls-Gedenkturnier durch seinen geteilten ersten Platz mit dem Internationalen Meister Markus Schäfer. Das Turnier konnte er bereits in erster Auflage 2008 unter Übererfüllung der benötigten Leistung gewinnen, doch war aufgrund formaler Umstände keine Normerzielung möglich. Die zweite Norm erreichte er beim 15. Internationalen Neckar-Open 2011 in Deizisau, die dritte und letzte erzielte er in der Saison 2012/13 der NRW-Klasse am ersten Brett des SV Dinslaken.
Seine Elo-Zahl beträgt 2358 (Stand: Februar 2020), seine bisher höchste lag bei 2415 von Juli bis November 2011.
Thomas Stomberg ist des Weiteren A-Lizenztrainer des Deutschen Schachbundes und leitete in den Jahren 2009 bis 2010 den Kaderstützpunkt Essen/Mülheim des Schachbundes Nordrhein-Westfalen.